# Skovens hemmelige rige
Skovens hemmelige (engelsk: Epic) er en animationsfilm fra 2013 instrueret af Chris Wedge.

## Danske stemmer
- Christian Damsgaard som Bomba
- Mads M. Nielsen som Bufo
- Søren Ulrichs som Dagda
- Anne Oppenhagen Pagh som Dronning Tara
- Caspar Phillipson som Grub
- Jens Jørn Spottag som Mandrake
- Mille Hoffmeyer Lehfeldt som Mary Kathrine
- Andreas Hviid som Mub